# Steve Mills
 (décembre 2019).
Si vous disposez d'ouvrages ou d'articles de référence ou si vous connaissez des sites web de qualité traitant du thème abordé ici, merci de compléter l'article en donnant les références utiles à sa vérifiabilité et en les liant à la section « Notes et références ».
Steve Mills, né le 6 octobre 1959, est un cadre sportif américain et ancien président des Knicks de New York.

## Éducation
Mills a fréquenté la Friends Academy de Locust Valley et l'université de Princeton où il obtient en 1981, un diplôme en sociologie.

## Carrière en tant que joueur
Mills joue au basket-ball universitaire pour les Tigers de Princeton, où il est le coéquipier du futur entraîneur de la NBA, David Blatt de 1978 à 1981. Au cours de sa saison senior, Mills enregistre en moyenne 12 points et 1,5 interception. À la suite de sa non-sélection à la draft NBA de 1981, il accept initialement un poste de directeur du développement des nouvelles affaires pour Chemical Bank. Il reçoit une offre d'une équipe de basket-ball en Équateur, afin de signer un contrat professionnel. Chemical accepte alors de garder le poste de Mills jusqu'à ce qu'il rejoigne la banque en 1982. 

## Carrière de cadre
Mills travaille pour la National Basketball Association (NBA) pendant seize ans à partir de 1984. Il est chargé de compte au sein du département de sponsoring et responsable de programme de la NBA. Il devient vice-président des événements spéciaux, après quoi il est vice-président du basket-ball et du développement des joueurs. Mills est ensuite devenu directeur de l'exploitation et président des activités sportives du Madison Square Garden en 2003. Ses fonctions au MSG comprennent la supervision des opérations quotidiennes, y compris les finances, les stratégies commerciales des Knicks de New York de la NBA, les Rangers de New York de la LNH et le Liberty de New York de la WNBA. 
Le 26 septembre 2013, les Knicks de New York annoncent que Mills devient vice-président exécutif et manager général de l'organisation. 
Le 14 juillet 2017, après avoir annoncé que Scott Perry devient le nouveau manager général des Knicks, la franchise annonce que Mills est le nouveau président de l'organisation, remplaçant Phil Jackson. 
Mills est limogé le 4 février 2020.

## Récompenses
Mills est nommé exécutif de l'année en 2003. 

## Vie privée
Mills est né à Roosevelt à New York. Son père, Ollie Mills est professeur et entraîneur de basket-ball. Sa mère est assistante sociale. Il grandit en étant fan des Knicks et en idolâtrant Julius Erving. Mills et sa femme Beverly résident dans l'Upper West Side de Manhattan en plus d'une maison à South Orange dans le New Jersey, et ont deux filles.